# Mission (Kansas)
Mission és una població dels Estats Units a l'estat de Kansas. Segons el cens del 2000 tenia 9.727 habitants.

## Demografia
Segons el cens del 2000, Mission tenia 9.727 habitants, 5.119 habitatges, i 2.226 famílies. La densitat de població era de 1.484,4 habitants/km².
Dels 5.119 habitatges en un 16,7% hi vivien nens de menys de 18 anys, en un 33,1% hi vivien parelles casades, en un 8,1% dones solteres, i en un 56,5% no eren unitats familiars. En el 45,6% dels habitatges hi vivien persones soles el 8,5% de les quals corresponia a persones de 65 anys o més que vivien soles. El nombre mitjà de persones vivint en cada habitatge era d'1,88 i el nombre mitjà de persones que vivien en cada família era de 2,7.
Per edats la població es repartia de la següent manera: un 16,1% tenia menys de 18 anys, un 12,3% entre 18 i 24, un 37,1% entre 25 i 44, un 19,6% de 45 a 60 i un 14,9% 65 anys o més.
L'edat mediana era de 35 anys. Per cada 100 dones de 18 o més anys hi havia 86 homes.
La renda mediana per habitatge era de 42.298 $ i la renda mediana per família de 59.328 $. Els homes tenien una renda mediana de 37.544 $ mentre que les dones 30.647 $. La renda per capita de la població era de 27.870 $. Entorn del 3,6% de les famílies i el 6,6% de la població estaven per davall del llindar de pobresa.

## Poblacions més properes
El següent diagrama mostra les poblacions més properes.